# Ботанічний сад Крайстчерча

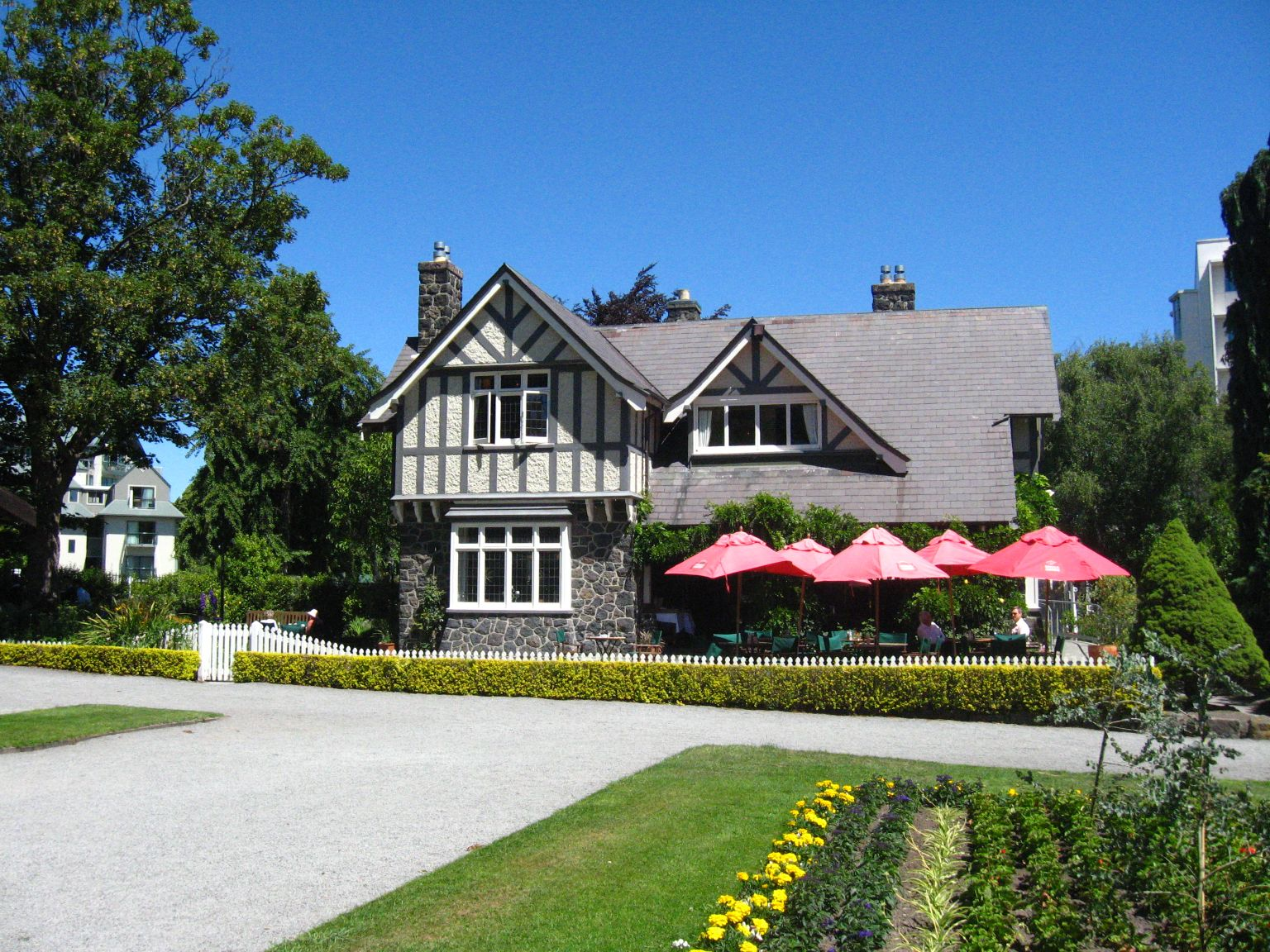
Будинок куратора

Ботані́чний сад Крайстчерча (англ. Christchurch Botanic Gardens) — ботанічний сад у місті Крайстчерч (регіон  Кентербері, Нова Зеландія).
Ботанічний сад розташований у центральній частині міста поруч з парком Хаглі всередині меандра річки Ейвон. Заснований 9 липня 1863 року, коли був посаджений англійський дуб на честь шлюбу між принцом Альбертом і данською принцесою Олександрою.

## Колекція
На площі 21 га розташовані різноманітні колекції екзотичних та місцевих рослин Нової Зеландії.
Ботанічний сад включає:
- Сад їстівних та лікарських рослин (з 1986 року)
- Сад троянд (більше 250 сортів)
- Колекції рослин з усього світу, включаючи Азію, Північну Америку, Європу, Південну Америку і Південну Африку
- Велика вікторіанська оранжерея, що містить вражаючу колекцію орхідей і кактусів
- Оранжерея папоротей
- Гірський сад містить деякі рослини, які квітнуть протягом усього року
- Сад ерікі і вересу
- Колекція рододендронів, хости, чемерників і лілій
- Водний сад
- Сад новозеландських рослин

## Галерея

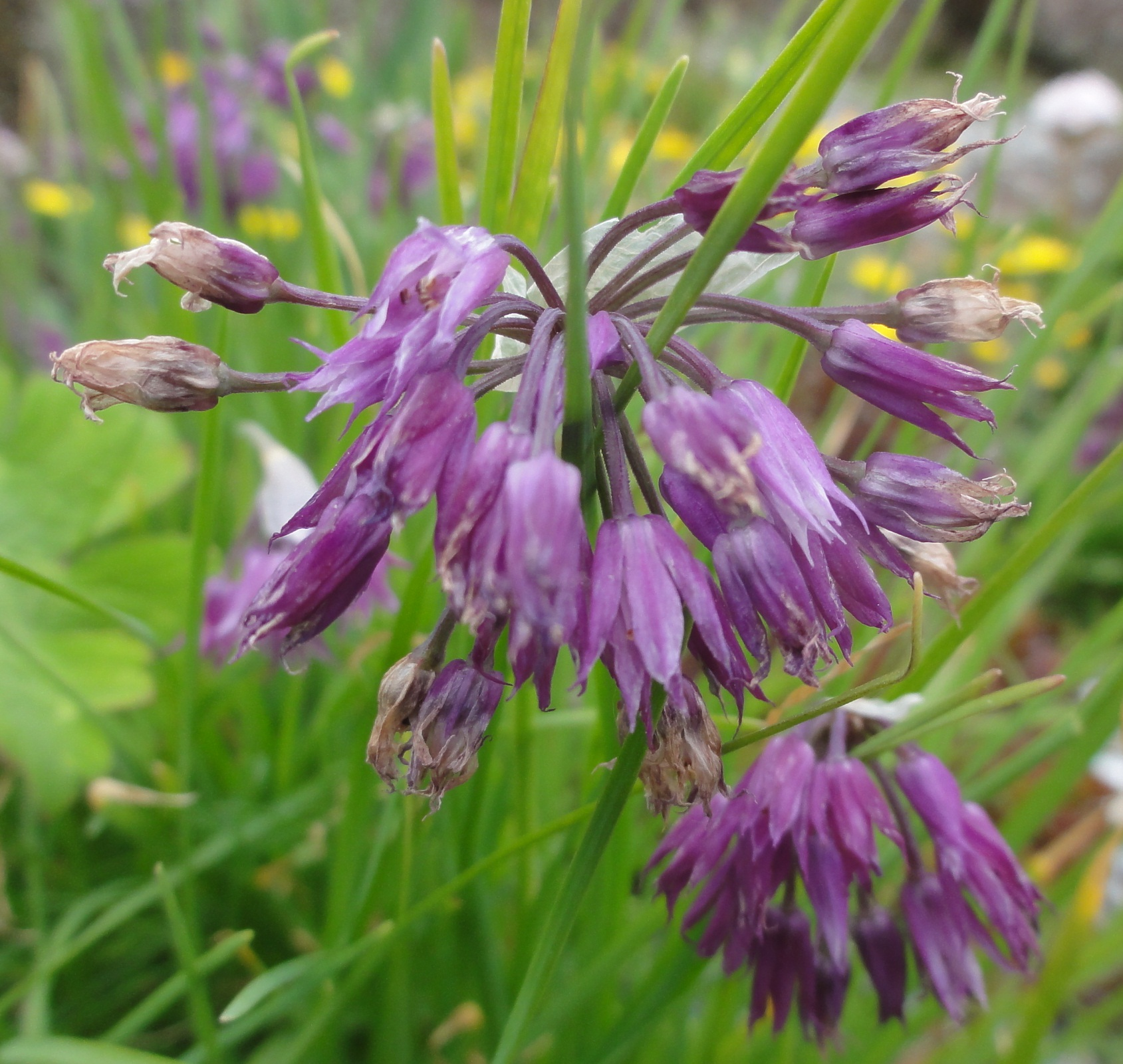
Allium cyathophorum
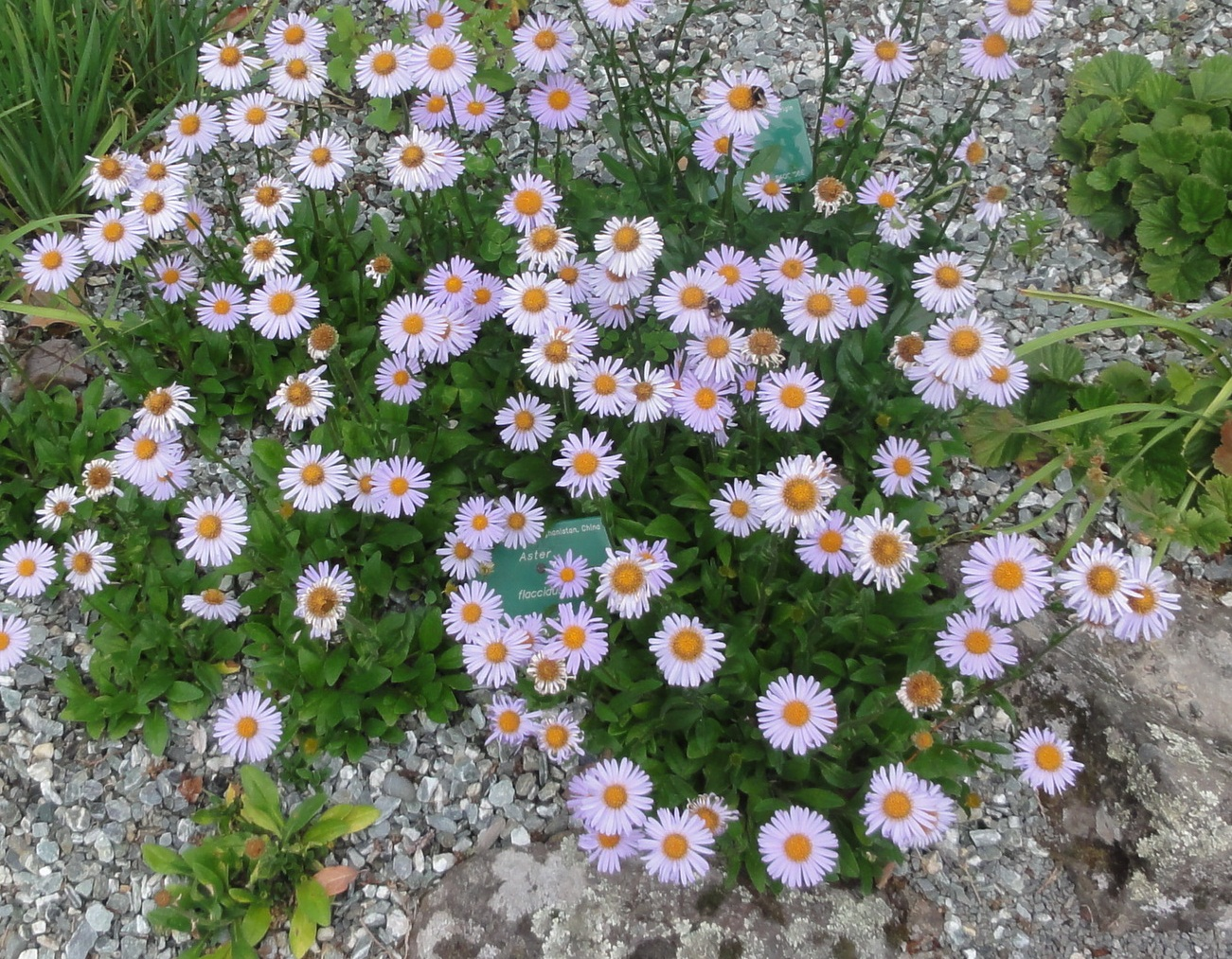
Aster flaccidus
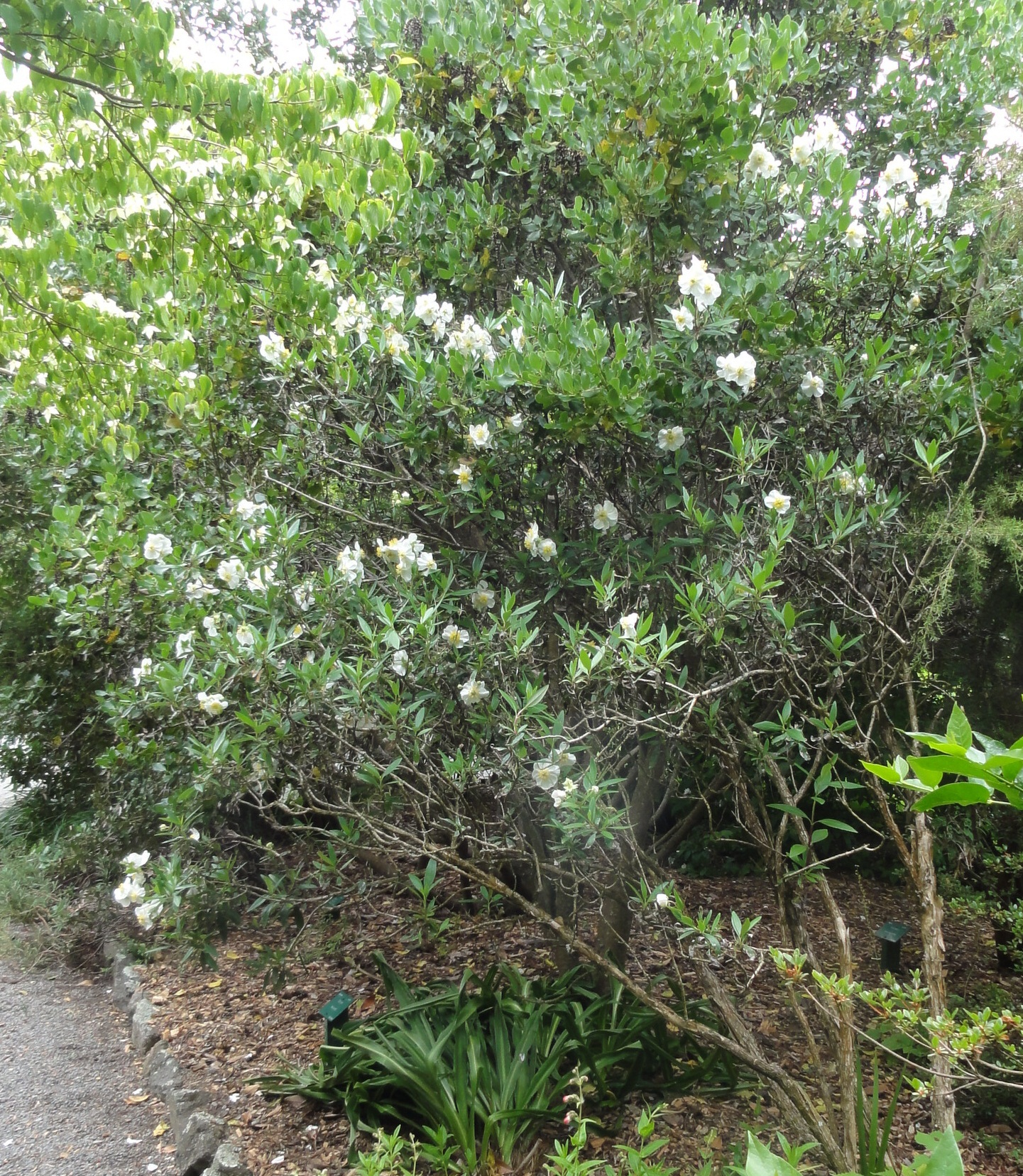
Carpenteria californica
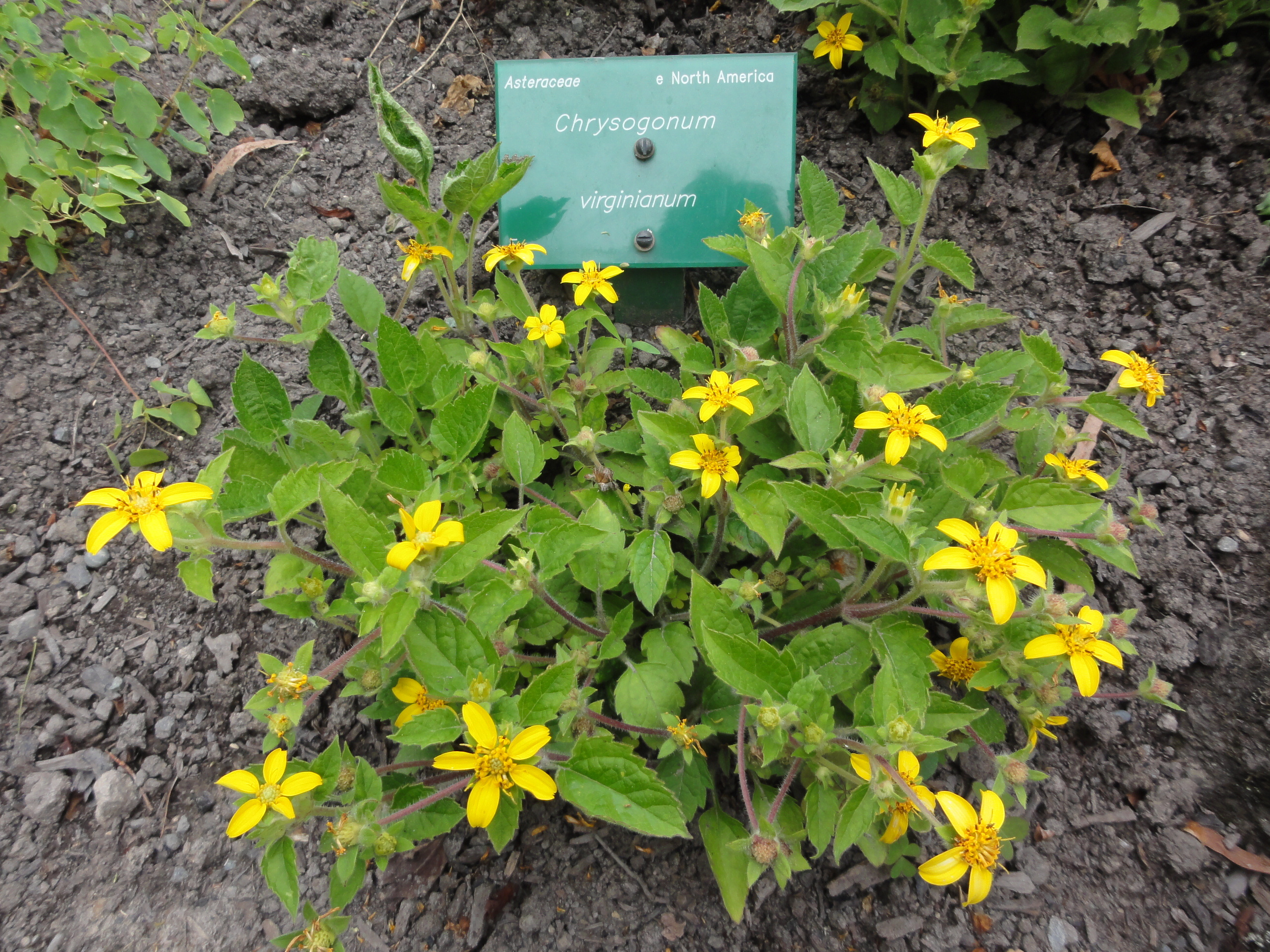
Chrysogonum virginianum
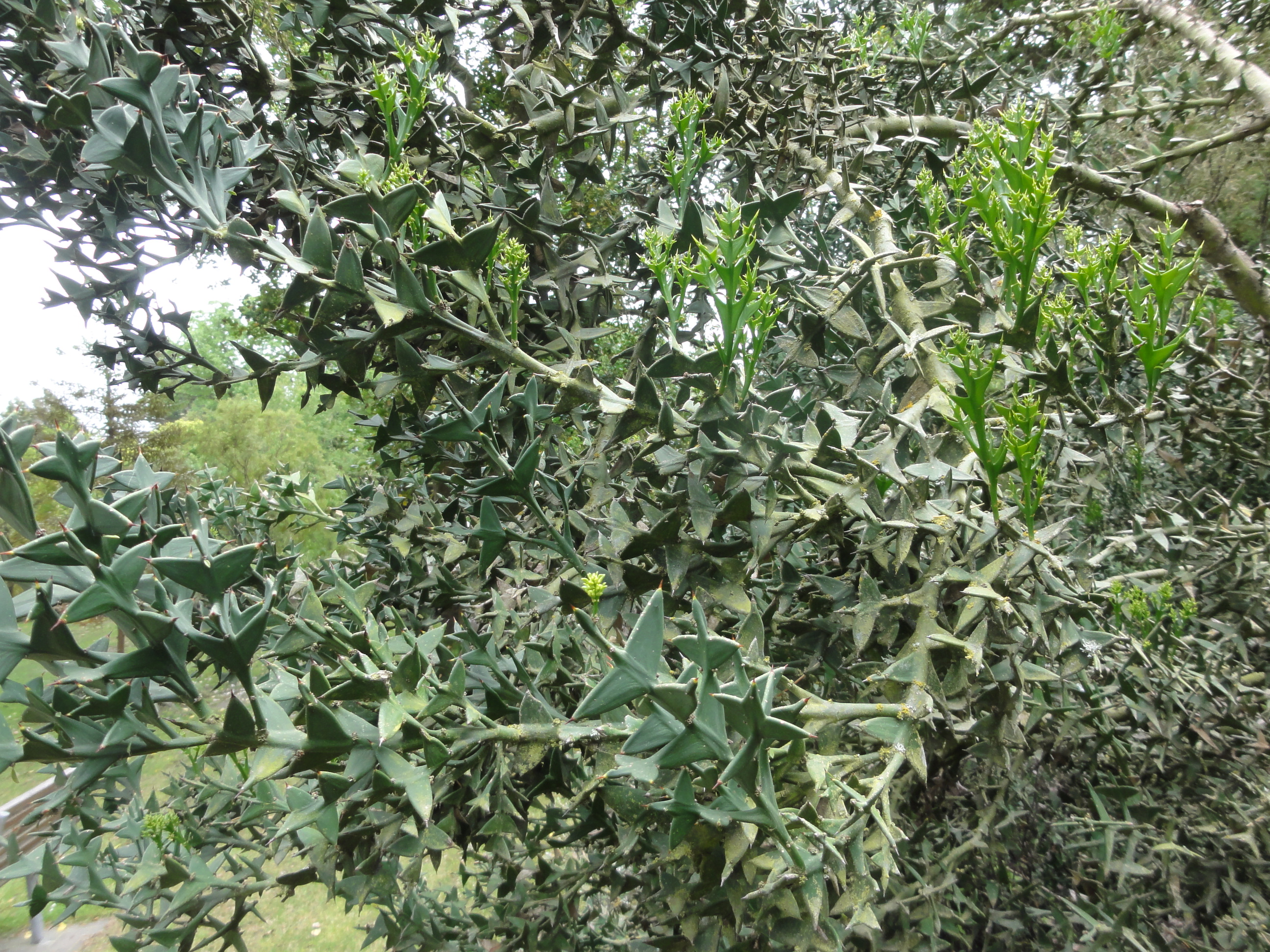
Colletia paradoxa
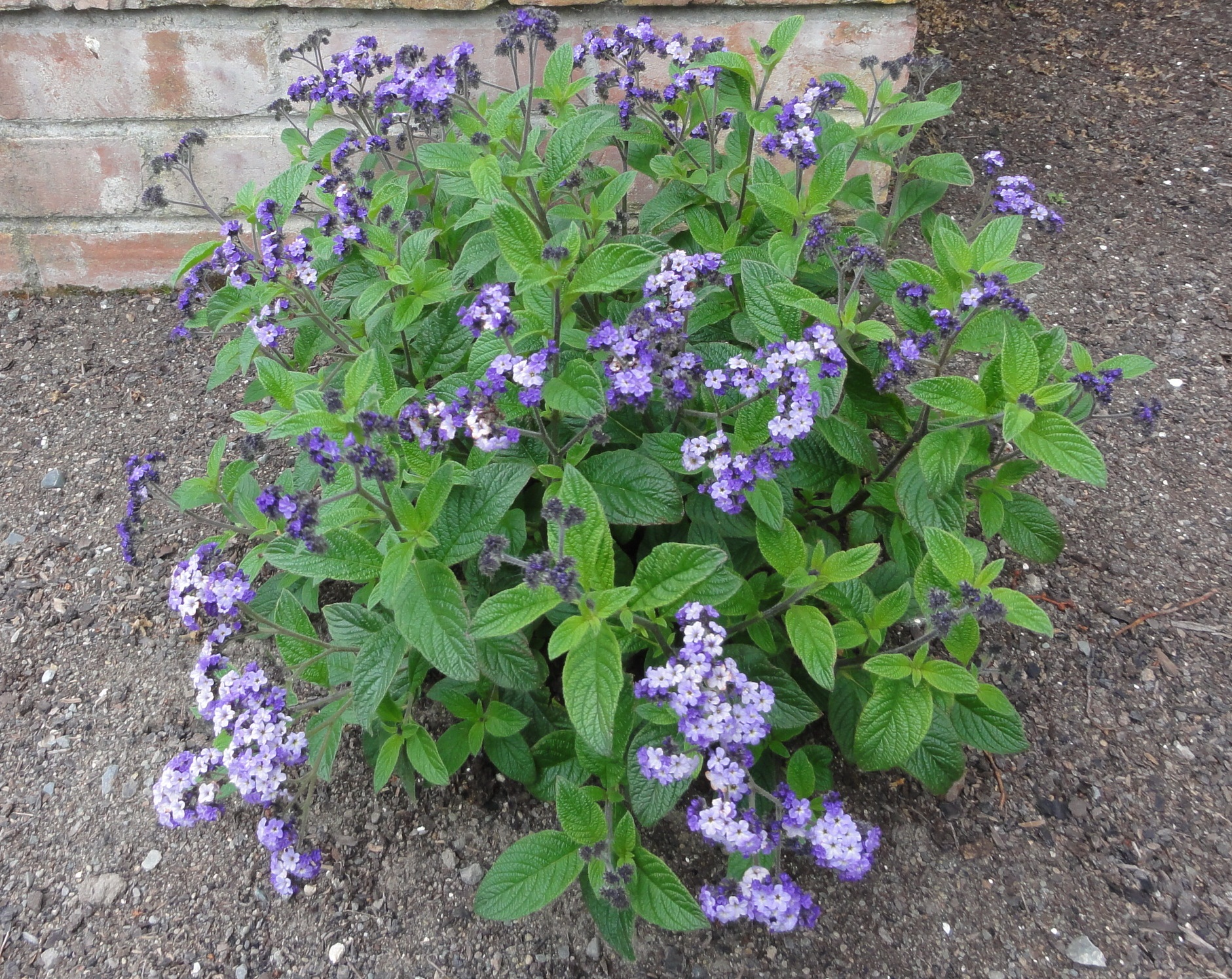
Heliotropum arborescens
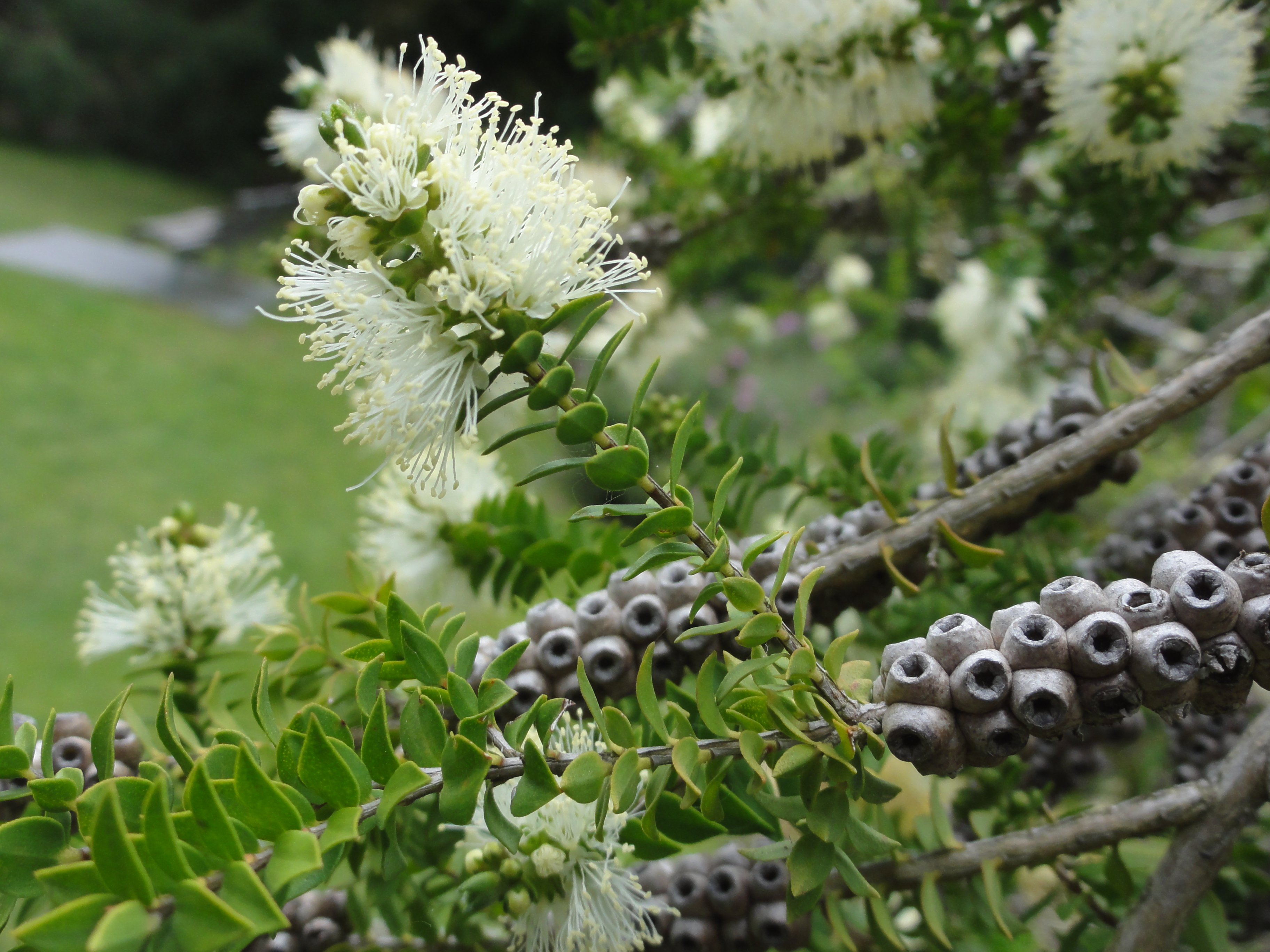
Melaleuca steedmanii
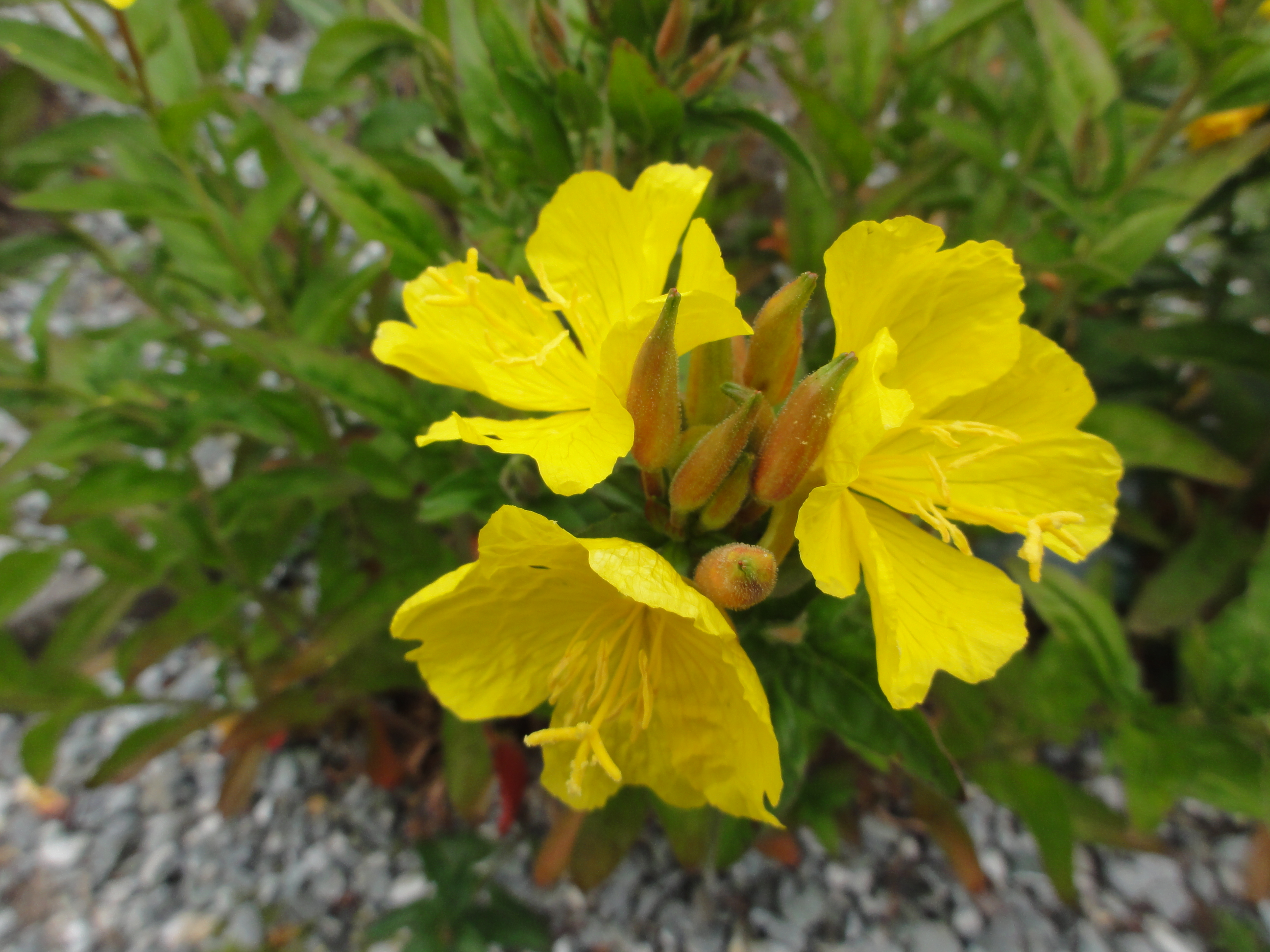
Oenothera fructicosa
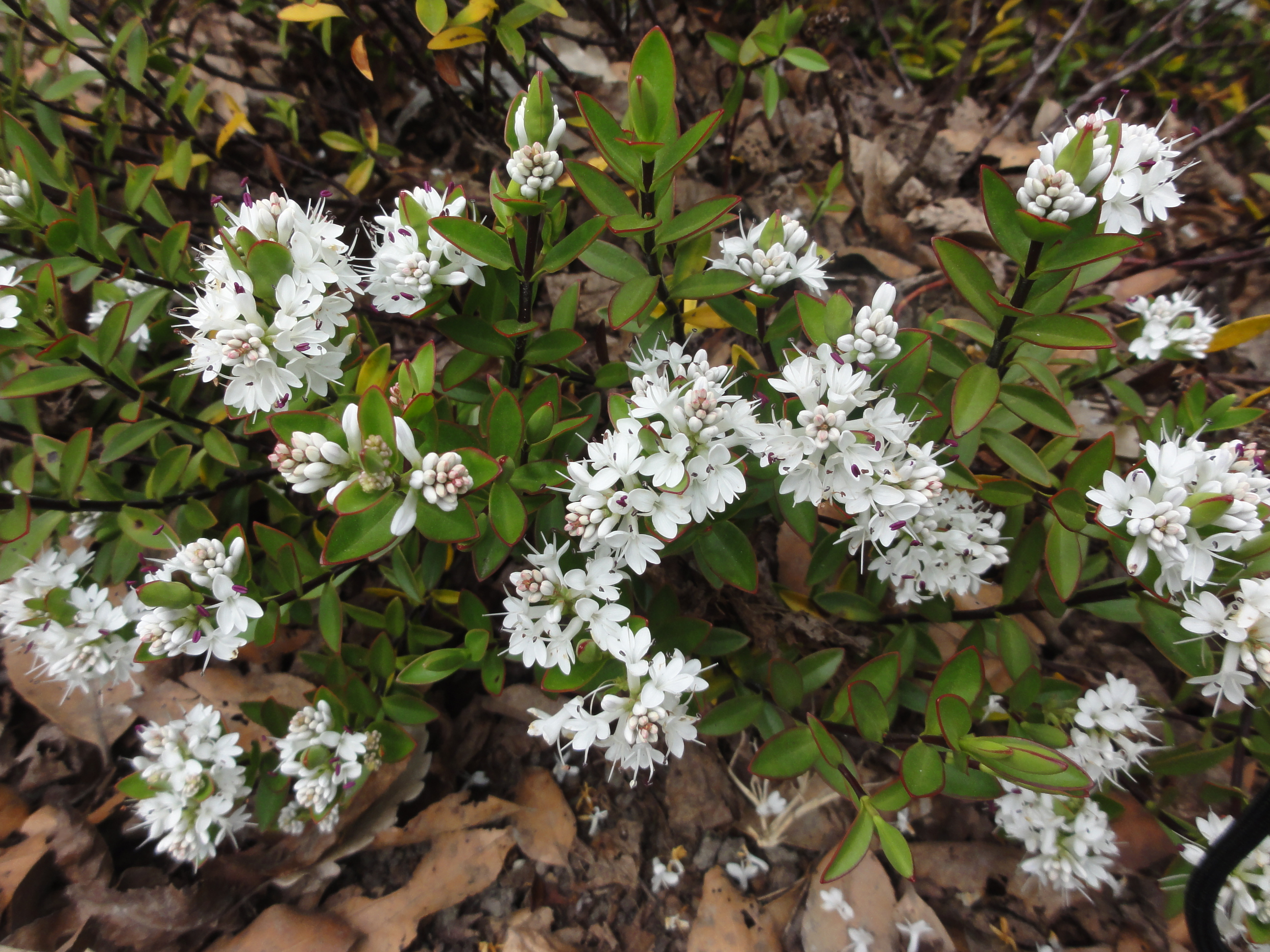
Veronica decumbens